# Генеральна асамблея штату Іллінойс
Генеральна асамблея Іллінойсу (англ. Illinois General Assembly) — головний законодавчий орган штату Іллінойс у США. Складається з Палати представників (118 депутатів) та Сенату (59 депутатів). Станом на 2018 рік, чинна асамблея є 100-ю. Генеральна асамблея засідає в капітолії штату Іллінойс у місті Спрингфілд. Видані закони публікуються в офіційному виданні штату Laws of Illinois.
Створена 1818 року з прийняттям Конституції штату Іллінойс.

## Вибори
Іллінойс поділяється на 59 мажоритарних округів, від кожного з яких обирається по двоє представників до Палати представників та Сенату.
Члени Палати представників обираються на два роки. Кількість термінів для одного депутата необмежена незалежно від палати.
З метою уникнення повної зміни складу Сенату, не в усіх округах вибори проводяться одночасно. При цьому протягом десятирічного періоду від кожного округу в певній послідовності має обратися двоє сенаторів на 4-річний термін та один на 2-річний.

## Вимоги до депутатів
Депутат будь-якої з двох палат повинен бути громадянином США, не молодшим за 21 рік, та проживати в своєму окрузі протягом останніх двох років перед виборами. У випадку переділу округів, наприклад, після чергового перепису населення, кандидат має право балотуватися до асамблеї від будь-якого округу, що містить частину колишнього округу, де він проживав під час перерозподілу. Кандидат може бути переобраний на наступний термін, якщо протягом останніх 18 місяців він проживав на території нового округу.